# Namnen på marmortavlan
Namnen på marmortavlan (estniska: Nimed marmortahvlil) är en estnisk krigsfilm från 2002 i regi av Elmo Nüganen. Den handlar om en grupp unga män som går ut i strid mot Röda armén i estniska frihetskriget 1918–1920. Filmen bygger på Albert Kivikas' roman med samma namn från 1936. Filmen gick upp på bio i Estland 1 november 2002. Den hade svensk premiär på SVT1 23 juli 2006.

## Medverkande
- Priit Võigemast som Henn Ahas
- Indrek Sammul som Ants Ahas
- Hele Kõre som Marta
- Alo Kõrve som Käsper
- Ott Aardam som Kohlapuu
- Karol Kuntsel som Martinson
- Anti Reinthal som Tääker
- Ott Sepp som Mugur
- Mart Toome som Miljan
- Argo Aadli som Konsap
- Bert Raudsep som Käämer
- Jaan Tätte som kapten (Oskar Eller)
- Hannes Kaljujärv som gruppbefäl
- Peter Franzén som Sulo A. Kallio
- Guido Kangur som Karakull
- Martin Veinmann som bataljonsledare